# La Colline de l'Ouradour
La Colline de l'Ouradour est un roman de l'écrivain Jean-Baptiste Poulbrière publié en 1909, qui se passe dans le département de la Corrèze près de l'abbaye d'Aubazine.

## Présentation
Dans les descriptions on peut reconnaître la région natale de l'auteur, les villages de Bassignac-le-Haut et de Saint-Angel.
Urbain Richard enfant, passait chaque jour devant ce qu'il croyait être un vénérable château médiéval à la superbe façade, qui en fait avait largement subi les outrages du temps et les vicissitudes de l'histoire. Ainsi était née et s'était forgée sa passion, faite d'admiration et de rêves sur ce que les siècles avaient connu de grandeur et de splendeur derrière ses hauts murs crénelés où les mâchicoulis disaient encore la pugnacité de la défense et les clameurs des armes scellées dans les armes du seigneur.
Sa vie passait tendre et futile, un peu ennuyeuse en fait dans la douceur du quotidien. Et puis un jour, le hasard de l'existence le conduisit dans un coin préservé du Limousin où Urbain se figea devant un castel aux trois fières tours dressées sur une colline sur le flanc d'un vallon, mais en piteux état. Il venait de trouver sa vocation : redonner son lustre à cette vaste bâtisse en déshérence, faire revire ces temps dont il avait tant rêvé dans son enfance et revivre le temps des chevaliers.